# Житни кръгове
Житните кръгове (на английски: Crop circles) са агроглифи (геометрични фигури върху растителни култури или на пясъка, в блатата, на снега или върху леда). Тяхната форма може да бъде изключително проста (кръг) или сложна, като се простира на площ от няколко метра до стотици квадратни метра. Например, многоплановите фигури в полята край Стоунхендж изобразяват фрактал. Тази композиция е дълга 300 м и съдържа 145 кръга с малък диаметър.
След доклади за прости кръгове през 70-те години на миналия век, все по-сложни геометрични дизайни са създадени от анонимни художници, в някои случаи за привличане на туристи в даден район. Същите дават неоспорими доказателства, че те са тяхно дело, като обясняват и методите за тяхното създаване. Въпреки това, житните кръгове са обект на редица спекулации за намеса на извънземен разум или езотерични сили.

## История
През XVII век в Холандия и Англия има свидетелства за житни кръгове, наречени „дяволът жътвар“. Феноменът „житни кръгове“ датиран от 22 август 1678 е съхранен и описан в брой на английски вестник като дело на дявола.
От 60-те години на 20 век феноменът е наблюдаван и в Австралия. На 5 август 1967 в Канада, фермер от Алберта е видял кръгове в житни култури, а през предишните седмици други няколко души твърдят, че са видели НЛО. Според Министерството на националната сигурност на Канада, този случай не е обяснен.
Житни кръгове се появяват и в Англия през 1978. Първите са видени в Ейвбъри, Марлбороу и са свързани с имената на Дъг Бауър и Дейв Чорли. Местните жители не са единодушни в мненията си. Едни смятат, че Бауър и Чорли ги правели нощем. Според други двамата са просто пристрастени към пиенето или имат паранормални способности. Със средствата и по начина на Бауър и Чорли е непостижимо огъването на растенията, без да се прекършат и счупят стръковете. През 2001 се появяват две „житни рисунки“ в полето пред най-големия британски телескоп – Чилболтън. След това цялата световна преса гръмва и се появява сензационната новина гласяща „Returning your call“ или в превод Отговор на вашето обаждане. Това пише британският вестник Daily Mail и отпечатва лицето на хуманоид и посланието, което според изследователи е отговор на извънземните. 

## Обяснение
През годините се предлагат обяснения за естествения произход на житните кръгове (болест по житата или торнадо), докато в наши дни, редица доказателства за човешка намеса налагат твърдението, че е явно или прикрито човешко дело.
Един от случаите на разкрити автори на житни кръгове е от 1991 г., когато двама мъже признават, че тяхно дело са стотици кръгове. Под прикритието на тъмнината, Дейвид Чорли и Дъг Бауър утъпквали с дървени дъски житата като мащабна шега. Те се присмивали на хората, които описвали художествените им творби като „превъзхождаща интелигентност“.

## Галерия
- Хора сред поле с кръгове
- Пример за сложна фигура

### Художници
- en Circle Makers: Groupe de créateurs d'agroglyphes. Nombreuses informations, dont un guide.